# Schlampenfieber
Schlampenfieber ist ein Lied des Popduos Rosenstolz. Es wurde von Peter Plate komponiert, den Text schrieb Plate zusammen mit der Bandkollegin AnNa R. Eine Demoaufnahme des Liedes in einer frühen Version war auf einer Rosenstolz betitelten Zusammenstellung enthalten, die 1991 per Vierspurgerät in Peter Plates Berliner Wohnung auf Kassette aufgenommen wurde.
1992 erschien der Song offiziell auf dem auch in limitierter Auflage bei Pool Records erschienenen und von Tom Müller produzierten Debütalbum Soubrette werd’ ich nie, aus dem er am 17. Mai 1993 als zweite Single zusammen mit Wenn du aufwachst, Eduard und Für dich mich dreh’ als Maxi-CD ausgekoppelt wurde. Obwohl das Album des Duos floppte, entwickelte sich der Song zum Klassiker in dessen Live-Repertoire, der seit seinem Erscheinen immer wieder in neuen Versionen dargeboten wurde.